# Lower Chindwin
Le Lower Chindwin (littéralement : « bas Chindwin ») est un ensemble volcanique du Nord-Ouest de la Birmanie, bordant la rivière Chindwin dans la région de Sagaing.
Il se caractérise par la présence de plusieurs cratères d'explosion remplis d'eau ou maars, et de cônes de cendres. Les coulées de laves sont basaltiques et sont datés généralement du Pléistocène et du Pliocène, mais certaines coulées semblent être plus récentes.